# Линдхольм, Анна-Кари
А́нна-Ка́ри Ста́ффансдо́ттер Ли́ндхольм Бе́рглунд (швед. Anna-Kari Staffansdotter Lindholm Berglund; род. 3 ноября 1976, Сверг, Емтланд) — шведская кёрлингистка.

## Достижения
- Чемпионат мира по кёрлингу среди женщин: серебро (2002).
- Чемпионат мира по кёрлингу среди юниоров: серебро (1997).
- Чемпионат Швеции по кёрлингу среди юниоров: золото (1997).

## Команды
| Сезон   | Четвёртый             | Третий                | Второй              | Первый              | Запасной                             | Турниры             |
| ------- | --------------------- | --------------------- | ------------------- | ------------------- | ------------------------------------ | ------------------- |
| 1996—97 | Мария Энгхольм        | Маргарета Сигфридссон | Анна-Кари Линдхольм | Maria Halvarsson    | Erika Backman                        | ЧШЮ 1997 · ЧМЮ 1997 |
| 1997—98 | Маргарета Сигфридссон | Мария Энгхольм        | Анна-Кари Линдхольм | Mari-Louise Persson |                                      |                     |
| 1998—99 | Маргарета Сигфридссон | Мария Энгхольм        | Аннетт Йорнлинд     | Анна-Кари Линдхольм |                                      |                     |
| 2001—02 | Мария Энгхольм        | Маргарета Сигфридссон | Аннетт Йорнлинд     | Анна-Кари Линдхольм | Ульрика Бергман тренер: Андреас Прюц | ЧМ 2002             |

(скипы выделены полужирным шрифтом)